# Wydział Medycyny Weterynaryjnej i Nauk o Zwierzętach Uniwersytetu Przyrodniczego w Poznaniu
Wydział Medycyny Weterynaryjnej i Nauk o Zwierzętach Uniwersytetu Przyrodniczego w Poznaniu – jeden z sześciu wydziałów Uniwersytetu Przyrodniczego w Poznaniu. 

## Historia
Wydział powstał na mocy rozporządzenia Rady Ministrów z dnia 17 listopada 1951 roku. Pod obecną nazwą funkcjonuje od 1 marca 2015 roku. Wydział posiada uprawnienia do nadawania stopnia doktora (od 1958) i doktora habilitowanego (od 1961) nauk rolniczych w dyscyplinie zootechnika oraz stopnia doktora nauk ścisłych i przyrodniczych w dyscyplinie nauki biologiczne (od 2013).

## Kierunki kształcenia
Dostępne kierunki:
- Biologia stosowana (studia I i II stopnia)
- Weterynaria (studia jednolite magisterskie)
- Zootechnika (studia I i II stopnia)

## Władze Wydziału
W kadencji 2020–2024:
| Stanowisko | Imię i nazwisko                    |
| --- | ---------------------------------- |
| Dziekan | prof. dr hab. Małgorzata Szumacher |
| Prodziekan ds. nauki                                                                                              | prof. dr hab. Izabela Szczerbal    |
| Prodziekan ds. studiów (Kierunki: Zootechnika, Żywienie zwierząt studia dualne oraz Animal Production Management) | dr hab. Jan Mazurkiewicz           |
| Prodziekan ds. studiów (Kierunek: Weterynaria)                                                                    | dr Jan Włodarek                    |
| Prodziekan ds. studiów (Kierunki: Biologia stosowana oraz Neurobiologia)                                          | dr hab. Paweł A. Kołodziejski      |

## Struktura organizacyjna
| Katedra                                               | Kierownik                                  |
| ----------------------------------------------------- | ------------------------------------------ |
| Katedra Zoologii                                      | prof. dr hab. Piotr Tryjanowski            |
| Katedra Chorób Wewnętrznych i Diagnostyki             | p.o. prof. dr hab. Małgorzata Pomorska-Mól |
| Katedra Fizjologii, Biochemii i Biostruktury Zwierząt | dr hab. Paweł A. Kołodziejski              |
| Katedra Genetyki i Podstaw Hodowli Zwierząt           | dr hab. inż. Piotr Pawlak                  |
| Katedra Hodowli Zwierząt i Oceny Surowców             | prof. dr hab. Piotr Ślósarz                |
| Katedra Nauk Przedklinicznych i Chorób Zakaźnych      | prof. dr hab. Małgorzata Pomorska-Mól      |
| Katedra Żywienia Zwierząt                             | prof. dr hab. Damian Józefiak              |